# Jim Dandy Mangrum
« Jim Dandy » redirige ici. Pour la chanson, voir Jim Dandy (chanson).
James Mangrum alias Jim « Dandy » Mangrum, né le 30 mars 1948, est le chanteur et le meneur du groupe américain de rock sudiste Black Oak Arkansas. Il a été remarqué grâce à sa voix rauque, ses cheveux longs et son attitude sexuellement explicite.

## Biographie
Jim Mangrum naquit dans le Michigan à Benton Harbor où ses parents, natif de l'Arkansas travaillait à ce moment-là.  Peu de temps après sa naissance, la famille retourna en Arkansas et s'installa dans la petite ville de Black Oak. En 1965, alors qu'il va encore au lycée, il fonde The Knowbody Else avec le guitariste Rickie Reynolds. En 1966, lui et les autres membres fondateurs du groupe volent du matériel de musique dans l'établissement scolaire où ils sont scolarisés ; ils sont arrêtés et sont condamnés à une peine de vingt-six jours à la Tucker Prison Farm mais la sentence est plus tard suspendue. Mangrum et ses acolytes quittent l'Arkansas et s'installent d'abord à La Nouvelle-Orléans puis à Memphis dans le Tennessee. En 1970, ils se rendent à Los Angeles où ils signent avec Atco chez qui sort leur premier album sous leur nouveau nom : Black Oak Arkansas.
En 1973, le groupe sort son album le plus connu : High on the Hog. La chanson Jim Dandy, qui est une reprise d'un morceau de LaVern Baker (1957), atteint la 25e place du classement du Billboard Hot 100. Il est leur single le plus connu et la chanteuse Ruby Starr y accompagne Jim Dandy.
Fin 1991, Jim Dandy a un accident de voiture et se casse trois vertèbres. Il est cependant de retour sur scène dès 1992.
En 2009, le chanteur enregistre et part toujours en tournée avec son groupe (la composition est changeante). Il aurait par ailleurs inspiré l'ancien chanteur de Van Halen, David Lee Roth, avec son image de bête de sexe. Le dernier album du groupe est Underdog Heroes, sorti en 2019.

## Discographie de Jim Dandy Mangrum

### Albums studio
- The Knowbody Else (Stax 1969)
- Black Oak Arkansas (Atco 1971)
- Keep The Faith (Atco 1972)
- If an Angel Came to See You, Would You Make Her Feel at Home? (Atco 1972)
- High On The Hog (Atco 1973)
- Street Party (Atco 1974)
- Ain't Life Grand (Atco 1975)
- X-Rated (MCA 1975)
- Balls Of Fire (MCA 1976)
- 10 Yr Overnight Success (MCA 1977)
- Race with the Devil  (Capricorn  1977)
- I'd Rather Be Sailing  (Capricorn 1978)
- Ready As Hell (Heavy Metal 1984)
- The Black Attack Is Back  (Heavy Metal 1986)
- The Wild Bunch (Cleopatra Records 1999)
- Back Thar N' Over Yonder (Atco 2013)
- Underdog Heroes (Cleopatra Records 2019)

### Albums en concert
- Raunch 'N' Roll Live (Atco 1973)
- Live! Mutha (Atco 1976)
- Live on the King Biscuit Flower Hour 1976 (King Biscuit 1998)
- Keep The Faith Live (Disky 2004)
- The Complete Raunch' N' Roll Live (Rhino 2007)

### Compilations
- Early Times (Stax 1974)
- The Best Of Black Oak Arkansas (Atco 1977)
- Hot & Nasty: The Best of Black Oak Arkansas (Rhino  1993)
- The Definitive Rock Collection (Rhino  2006)
- Hot & Nasty and Other Hits (Rhino  2007)

### Vidéos / DVD
- Black Oak Arkansas - The First 30 Years
- Black Oak Arkansas: Live At Royal Albert Hall